# Carla Sacramento
Carla Cristina Paquete Sacramento   (São Sebastião da Pedreira (Lisabon), 10. prosinca 1971.), portugalska atletičarka, svjetska prvakinja, glavna disciplina joj je utrka na 1500 metara.
Carla Sacramento natječe za atletski "Klub Maratona Clube de Portugal",  a živi u Madridu. Obitelj joj je podrijetlom s otočne države São Tomé, bivše portugalske kolonije.
Najveći uspjeh postigla je na Svjetskome prvenstvu u  Ateni 1997. godine kada je osvojila zlatnu medalju.

## Natjecanja
- 1992. 800 m Olimpijske igre (polufinale)
- 1992. 1500 m Olimpijske igre (polufinale)
- 1993. 1500 m Svjetsko dvoransko prvenstvo 7 mjesto
- 1993. 1500 m Svjetsko dvoransko prvenstvo 11 mjesto
- 1994. 800 m Europsko dvoransko prvenstvo Bronca
- 1994. 800 m Europsko prvenstvo 6 mjesto
- 1994. 1500 m Europsko prvenstvo 6 mjesto
- 1995. 1500 m Svjetsko dvoransko prvenstvo srebro
- 1995. 1500 m Svjetsko prvenstvo bronca
- 1996. 1500 m Olimpijske igre 6 mjesto
- 1997. 1500 m Svjetsko prvenstvo zlato
- 1998. 1500 m Europsko prvenstvo srebro
- 1999. 1500 m Svjetsko prvenstvo 5 mjesto
- 2000. 1500 m Olimpijske igre 11 mjesto
- 2001. 1500 m Svjetsko dvoransko prvenstvo 4 mjesto
- 2002. 3000 m Europsko dvoransko prvenstvo srebro
- 2002. 1500 m Europsko prvenstvo 12 mjesto
- 2003. 1500 m Svjetsko prvenstvo (polufinale)
- 2004. 1500 m Olimpijske igre (polufinale)

## Osobni rekordi
- 400 m 54.07 (1997.)
- 800 m 1:58.94 (1997.)
- 1500 m 3:57.71 (1998.)
- 3000 m 8:30.22 (1999.)
- 5000 m 15:52.54 (2000.)
- 10 km 33:46(1997.)

## Vanjske poveznice
- Iaaf-ov profila Carle Sacramento